# Cercocebus galeritus
El mangabey del río Tana (Cercocebus galeritus) es una especie de primate catarrino perteneciente a la familia Cercopithecidae. Algunos clasifican las especies Cercocebus agilis y Cercocebus sanjei como subespecies de C. galeritus, mientras otros le confieren estatus de especie.
Es endémico en el bosque de galería del cauce bajo del río Tana en el sudeste de Kenia. Se encuentra amenazado por la pérdida y degradación de su hábitat, lo cual se ha incrementado en años recientes. A esta especie junto al también amenazado colobo rojo del río Tana se debió la creación de la Reserva de primates del río Tana en 1978, pero la invasión dentro de la reserva continúa. Recientemente, se ha sugerido que 20 000 hectáreas dentro del delta del Tana podrían ser destinadas a plantaciones de caña de azúcar, pero hasta el momento esto se ha evitado gracias a las autoridades judiciales del país.